# Steve Aizlewood
Steven J. „Steve“ Aizlewood (* 9. Oktober 1952 in Newport; † 6. August 2013 ebenda) war ein walisischer Fußballspieler. Der Abwehrspieler war der ältere Bruder des walisischen Nationalspielers Mark  Aizlewood und lief vornehmlich in der Third und Fourth Division auf.

## Sportlicher Werdegang
Der walisische Schülernationalspieler Aizlewood begann seine Karriere in seinem Heimatort beim AFC Newport County. Mit dem walisischen Klub trat er ab 1969 in der englischen Fourth Division an, während dieser Zeit lief er in 197 Spielen für den Klub auf und erzielte dabei 18 Tore. Im Frühjahr 1976 verließ er Wales und wechselte innerhalb des englischen Fußballs zum Drittligisten Swindon Town, bei dem er als Stammspieler in den folgenden dreieinhalb Jahren zu 112 Ligaeinsätzen kam und sich mit insgesamt zehn Toren ebenfalls zweistellig in die Torschützenliste eintrug. Im Sommer 1979 zog es ihn zum Viertligisten FC Portsmouth, mit dem er 1983 in die dritte Liga aufstieg. Im Jahr des Erfolges trennten sich jedoch die Wege. Aizlewood reüssierte in der Folge in der Southern Football League im Non-League football, wo er bei Waterlooville seine Karriere beendete.
Nach kurzer Krankheit verstarb Aizlewood im August 2013 im Alter von 60 Jahren im Royal Gwent Hospital in seinem Heimatort Newport.